# Onychodactylus
Onychodactylus ist eine Gattung der Schwanzlurche (Caudata) aus der Familie der Winkelzahnmolche.

## Merkmale
Die Haut dieser Molche ist glatt. Lungen sind nicht vorhanden. Die Gaumenzähne sind in zwei durchgängigen, bogenförmigen Reihen angeordnet. Die Rippenfurchen sind gut ausgeprägt. Der lange, kräftige Schwanz ist an seinem Ende leicht zusammengedrückt, an der Basis dagegen zylindrisch. An den Extremitäten finden sich jeweils fünf Zehen. Vollständig entwickelte Larven und adulte Tiere besitzen deutliche, schwärzliche, spitze Krallen. Die Larven sind rheophil, das heißt, sie leben in Fließgewässer.

## Vorkommen
Das Verbreitungsgebiet der Arten dieser Gattung umfasst den südlichen fernen Osten Russlands, das angrenzende China bis nach Wŏnsan in Korea sowie in Japan die Gebirge auf Honshū und Shikoku.

## Systematik
Die Gattung umfasst 10 Arten:
- Onychodactylus fischeri (Boulenger, 1886)
- Onychodactylus fuscus Yoshikawa & Matsui, 2014
- Onychodactylus intermedius Yoshikawa & Matsui, 2014
- Onychodactylus japonicus (Houttuyn, 1782)
- Onychodactylus kinneburi Yoshikawa, Matsui, Tanabe & Okayama, 2013
- Onychodactylus koreanus Min, Poyarkov & Vieites, 2012
- Onychodactylus nipponoborealis Kuro-o, Poyarkov & Vieites, 2012
- Onychodactylus tsukubaensis Natsuhiko Yoshikawa & Masafumi Matsui, 2013[3]
- Onychodactylus zhangyapingi Che, Poyarkov & Yan, 2012
- Onychodactylus zhaoermii Che, Poyarkov & Yan, 2012